# Weimar Clássica
Em finais do século XVIII e início do século XIX, a pequena cidade turíngia de Weimar testemunhou um florescimento cultural notável, atraindo muitos escritores e sábios, particularmente Goethe e Schiller. Este desenvolvimento reflecte-se na elevada qualidade de muitos dos edifícios e parques da zona circundante.